# Huset Nassau-Oranien
Oranien (Oranje) är namn på den mest kända grenen av det tyska furstehuset Nassau. Benämningen kommer från Orange (latin: Arausio), en stad vid floden Rhône norr om Avignon i Frankrike; år 1544 ärvde Vilhelm av Oranien-Nassau detta område efter sin kusin.
En rad ståthållare i Nederländerna (åren 1559–1702 och 1747–1815) har tillhört Oranienätten (Oranjehuis) och det är den regerande dynastin i Nederländerna sedan 1815 (grenen Oranien-Nassau-Mecklenburg).
Egentligen hade Fredrik I av Preussen och därmed Hohenzollernätten ärvt titeln, men år 1733 kom man överens att två grenar kunde inneha titeln.

## Fördjupning
En medlem av Nassauätten, greve René, ärvde 1530 efter sin morbror, Filibert av Châlon, furstendömet Oranien (Orange), och från honom övergick 1544 värdigheten prins av Oranien jämte tillhörande furstendöme och nassauska besittningar i Brabant, Luxemburg, Flandern och Holland, till hans kusin greve Vilhelm (1544–1584), den frejdade hjälten i Nederländernas frihetskrig. Vid Vilhelms död ärvdes värdigheten av hans son i första giftet, Filip Vilhelm (född 1554, i spansk fångenskap 1567–1595, död 1618), kom från denne till en son i andra giftet, Moritz (1618–25), faderns efterträdare i ledningen av den nederländska frihetskampen och redan 1585 kallad "född prins av Oranien", samt stannade slutligen hos en son i Vilhelms fjärde äktenskap, Fredrik Henrik (1625–1647), som efter Moritz övertog ledningen av kampen mot spanjorerna. Dennes son Vilhelm II (1647–1650) efterträddes av sin postuma son Vilhelm III (1650–1702), vars egenskap av furste över det under Ludvig XIV:s krig av fransmännen besatta Oranien förbleknade för glansen av hans värdigheter som vald ståthållare i Holland och Zeeland (sedan 1672) samt kung av England, Skottland och Irland (sedan 1689).
Då Vilhelm III avlidit utan att efterlämna bröstarvingar, uppstod tvist om hans fäderneärvda besittningar, det så kallade oraniska arvet. Detta skulle enligt äldre bestämmelser vara ett fideikommiss och borde som sådant ha tillfallit Vilhelms närmaste släkting, kung Fredrik I av Preussen, en son till hans faster Lovisa Henrietta, men Vilhelm hade till sin universalarvinge utsett en avlägsnare släkting, Johan Vilhelm Friso av Nassau-Dietz. Då varken kungen i Preussen eller Frankrikes härskare – den ursprunglige länsherren över Orange – ville finna sig i denna anordning, grep envar vad som låg honom närmast, och utgången blev en bestämmelse i freden i Utrecht 1713, enligt vilken Frankrike införlivade med sig själva furstendömet, under det att preussiska kungahuset, förutom med arvlåtarens furstetitel och vapen, tillgodosågs med några den oraniska landkomplexens områden inom Tyska riket (Lingen och Mors) samt med Neuchâtel, på vilket familjen Oranien haft gamla anspråk.
Johan Vilhelm Friso fick dock jämte Oranienättens nederländska besittningar behålla titeln "prins av Oranien-Nassau", och inom hans ättlinje, den sedan 1815 med kunglig värdighet regerande dynastin i Nederländerna, tillhörde titeln "prins av Oranien" huvudmannens äldste son; då denna släktgren 1890 dog ut på manssidan med kung Vilhelm III, övergick den oraniska furstetiteln till dennes dotter Vilhelmina.

## Drottningar av Sverige
- Vilhelmina Fredrika Alexandra Anna Lovisa, drottninggemål 1859 till kung Karl XV av ätten Bernadotte, även norsk drottning, född prinsessa av Nederländerna.
- Sofia Wilhelmina Marianne Henrietta, drottninggemål 1872 till kung Oscar II av ätten Bernadotte, även norsk drottning, född prinsessa av Nassau.